# 周朝 (东汉)
周朝，东汉末年民变首领。
汉灵帝中平四年（公元187年），长沙民变首领区星自称将军，众万余人，攻围城邑，周朝、郭石也率帅徒众起于零陵、桂阳，与区星相呼应。长沙太守孙坚讨灭区星后，又越境讨伐周朝、郭石，三郡肃然。于五年（188年）被拜为司马的朱治也随孙坚征伐周朝、苏马等有功，被孙坚表为行都尉。汉朝录孙坚前后功，封孙坚为乌程侯。